# Déchéance (film, 1925)
Pour plus de détails, voir Fiche technique et Distribution.
Déchéance (The Goose Woman) est un film américain réalisé par Clarence Brown, sorti en 1925.

## Synopsis
La chanteuse d'opéra Mary Holmes perd sa voix après avoir donné naissance à un garçon et développe une aversion intense pour sa progéniture. Elle devient victime de l'alcool, vit seule dans un chalet miteux et élève des oies. Son fils gagne l'amour d'Hazel Woods, une jeune actrice, qui a repoussé les avances vicieuses d'un propriétaire de théâtre millionnaire. Ce dernier est assassiné. Pour gagner en publicité, Mary invente une histoire folle sur le fait d'avoir été témoin du meurtre. Le procureur de district lui fournit de beaux vêtements, révèle son identité d'ancienne star de la scène et elle est la sensation du jour. Cependant, les détails qu'elle concocte sur le crime provoquent l'arrestation de son fils. Confrontée à lui, elle éprouve un brusque réveil de l'amour maternel et avoue que son histoire est fausse. Il s'avère que le portier du théâtre est le coupable.

## Fiche technique
- Titre : Déchéance
- Titre original : The Goose Woman
- Réalisation : Clarence Brown
- Scénario : Rex Beach, Dwinelle Benthall et Melville W. Brown
- Photographie : Milton Moore
- Société de production : Universal Pictures
- Pays d'origine : États-Unis
- Format : Noir et blanc - 1,33:1 - Film muet
- Genre : drame
- Durée : 8 bobines[1].
- Date de sortie : 1925

## Distribution
- Jack Pickford : Gerald Holmes

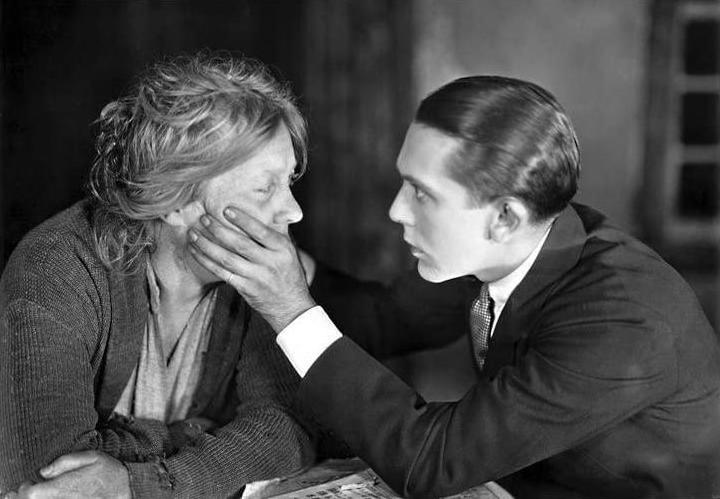
Louise Dresser et Jack Pickford dans une scène du film.

- Louise Dresser : Marie de Nardi / Mary Holmes
- Constance Bennett : Hazel Woods
- Marc McDermott : Amos Ethridge
- Spottiswoode Aitken : Jacob Rigg
- James O. Barrows : Chef du détective
- George Nichols : Détective Lopez
- Gustav von Seyffertitz : Mr Vogel
- George Cooper : Reporter
- Kate Price : Matron